# Nick Park
Pour les articles homonymes, voir Park.
 (mai 2023).
Si vous disposez d'ouvrages ou d'articles de référence ou si vous connaissez des sites web de qualité traitant du thème abordé ici, merci de compléter l'article en donnant les références utiles à sa vérifiabilité et en les liant à la section « Notes et références ».
Nicholas Park, dit Nick Park, est un réalisateur de films d'animation britannique, né le 6 décembre 1958 à Preston (Lancashire).

## Biographie
Intéressé très tôt par l'animation, Nick Park réalise ses premiers films dès l'âge de 13 ans. Park a étudié au Preston College, qui a depuis nommé sa bibliothèque pour le département d'art et de design après lui : le Nick Park Library Learning Center. En 1985, il rejoint l'équipe d'Aardman Animations à Bristol, où il travaille comme animateur pour des clips commerciaux. Il y achève sa première animation Une grande excursion qui met en scène Wallace et Gromit pour la première fois (deux personnages qui vont devenir célèbres et récurrents dans sa carrière). Il avait déjà commencé à travailler sur cette animation lors de son passage à l'école nationale de film et télévision de Beaconsfield. Peu après, il participe à la création de Creature Comforts (1989), qui associe des animaux de zoo et des bandes sonores de personnes parlant de leur maison. Les deux courts métrages ont été nommés pour une multitude de prix. Creature Comforts vaut à Nick Park son premier Oscar et le prix BAFTA.
En 1990, il travaille aux côtés de l'agence de publicité GGK pour développer une série de clips télévisés pour la campagne Heat Electric. Deux autres courts métrages de Wallace et Gromit, Un mauvais pantalon (1993) et Rasé de près (1995) suivent, tous deux remportant des Oscars.
En 2000, il réalise son premier long métrage, Chicken Run, co-réalisé avec le fondateur d'Aardman Animations, Peter Lord. Il supervise également une nouvelle série de films Creature Comforts pour la télévision britannique en 2003.
En 2005, Nick Park remporte l'Oscar du meilleur film d'animation pour le long métrage Wallace et Gromit : Le Mystère du lapin-garou. Le 10 octobre 2005, un incendie ravage l'entrepôt d'archives d'Aardman Animations. L'incendie a entraîné la perte de la plupart des créations de Park, y compris les modèles et les décors utilisés dans Chicken Run. Certains des modèles et décors originaux de Wallace et Gromit, ainsi que les tirages principaux des films, ont néanmoins survécu.
En 2007 et 2008, le travail de Nick Park se concentre sur une série télévisée hebdomadaire américaine adaptée de Creature Comforts. Elle est diffusée sur CBS tous les lundis soir.
En 2018, il réalise Cro Man, qui raconte l'histoire d'un homme des cavernes qui unit sa tribu contre l'âge du bronze, tout en inventant involontairement le football.

## Filmographie

### Réalisateur et scénariste

#### Courts métrages
- 1989 : Creature Comforts
- 1989 : Une grande excursion (A Grand Day Out)
- 1993 : Un mauvais pantalon (The Wrong Trousers)
- 1995 : Rasé de près (A Close Shave)
- 2008 : Sacré Pétrin (A Matter of Loaf and Death)

#### Longs métrages
- 2000 : Chicken Run
- 2005 : Wallace et Gromit : Le Mystère du lapin-garou (The Curse of the Were-Rabbit)
- 2018 : Cro Man (Early Man)
- 2025 : Wallace et Gromit : La palme de la vengeance (Vengeance Most Fowl)

## Distinctions
Sauf indication contraire, les informations mentionnées dans cette section peuvent être confirmées par la base de données cinématographiques IMDb,  présente dans la section « Liens externes ».

### Récompenses
- Oscars 1991 : meilleur court métrage d'animation pour Creature Comforts
- Oscars 1994 : meilleur court métrage d'animation pour Un mauvais pantalon
- Oscars 1996 : meilleur court métrage d'animation pour Rasé de près
- Oscars 2006 : meilleur film d'animation pour Wallace et Gromit : Le Mystère du lapin-garou

### Nominations
- Oscars 1991 : meilleur court métrage d'animation pour Une grande excursion
- Oscars 2010 : meilleur court métrage d'animation pour Sacré Pétrin